# SWEREF 99
SWEREF 99 (Swedish reference frame 1999) är ett svenskt geodetiskt referenssystem som används som referens vid olika koordinatangivelser vid mätning och kartframställning, i databaser med mera.

## SWEREF 99 och WGS 84
SWEREF 99 överensstämmer inom ungefär en halv meter med WGS 84. Eftersom noggrannheten för positionsmätningar baserat på data bara från GPS-satelliter ligger på cirka 10 meter kan SWEREF 99 och WGS 84 i många GPS-tillämpningar i Sverige anses vara likvärdiga. Därför kan i praktiken äldre GPS-mottagare som inte stöder SWEREF 99 projicera Transverse Mercator-koordinater på WGS 84 för att få positionering i SWEREF 99 TM via ett användardefinierat UTM-nät med parametrar för UTM zon 33.
- Central meridian, Longitude origin: 15°E Greenwich
- Scale reduction factor: 0.9996
- False Easting: 500 000 m
- False Northing: 0 m

## Koordinatsystem
SWEREF 99 i sig är ett tredimensionellt referenssystem med origo i jordens masscentrum. Koordinater kan anges med geocentriska kartesiska koordinater eller geodetisk latitud, longitud och höjden över referensellipsoiden GRS 80.

### Nationellt koordinatsystem
För praktisk användning finns koordinatsystemet SWEREF 99 TM definierat. Det sammanfaller med UTM zon 33 N, men är vidgat utanför den zonen för att täcka in hela Sverige. Det används sedan 2007 av Lantmäteriet till deras produkter och ersatte RT 90. EPSG-kod för SWEREF 99 TM är 3006  

### Lokala koordinatsystem
För mer noggranna kartor och för geodetisk mätning har man tagit fram 12 lokala koordinatsystem som har samma kartprojektion, men vars medelmeridianer eller mittlinjer är vridna så att vart och ett av dem skall ge så små avbildningsfel som möjligt.  Samtliga har en falsk östning på 150 kilometer, det vill säga att koordinaten österut vid koordinatsystemets medelmeridian blir 150 kilometer.  För att hålla isär dem anges de som SWEREF 99 gg mm, där gg och mm är grader och minuter österut från Greenwich för den projektionens medelmeridian.  Tanken är att alla landets kommuner skall gå över till SWEREF 99.  Koordinatsystemen används kommunvis beroende på vilken medelmeridian som är närmast kommunen.  Gotland till exempel använder SWEREF 99 18 45.

## Tekniska fakta
Referenssystemet utgör den svenska delen av det sameuropeiska referenssystemssamarbetet EUREF. Systemet utgör en realisering av ETRS89 där man mätt in 21 SWEPOS-stationer i Sverige. SWEREF 99 antogs som officiell realisering vid EUREF-mötet i Tromsø 2000.
Lösningen är beräknad i ITRF 97:s epok 1999,5 och har därefter räknats tillbaka till ETRS89 enligt de riktlinjer som EUREF-kommissionen föreskrev.
Systemet är knutet till referensellipsoiden GRS 1980 och är geocentriskt placerad.
Rekommenderade projektioner att användas med SWEREF 99 är SWEREF 99 TM, för rikstäckande tillämpningar, samt ett antal regionala projektioner för detaljerade kartor i stor skala.

### Parametrar för GRS 1980
- Halva storaxeln (a) = 6 378 137 meter
- Inverterad avplattning (1/f) = 298,257222101 (I WGS84 är den 298.257 223 563 vilket innebär att halva polaxeln blir 0.105 mm längre)
- Den plattektoniska epoken är 1989,0.
- Som pol används CTP (Conventional Terrestrial Pole som är medelpolen omkring år 1900).

## Konvertering med GDAL
För konvertering av tex öppna data i GeoPackage från Lantmäteriet till WGS 84 geojson med GDAL kan följande kommando användas:
```
$ ogr2ogr -f GeoJSON -s_srs EPSG:3006 -t_srs EPSG:4326 output.geojson input.gpkg
```